# Giovanna Bonanno
Giovanna Bonanno (1713-30 de julio de 1789), también conocida como "la vieja del vinagre" (la vecchia dell'aceto), fue una supuesta bruja y envenenadora profesional italiana.

## Biografía
Existen pocos datos acerca de los primeros años de vida de Giovanna. Se cree que ella y Anna Panto, mencionada en 1744 como la esposa de Vincenzo Bonanno, eran la misma persona. Giovanna vivió como mendiga en Palermo, Sicilia, durante el reinado de Domenico Caracciolo, virrey de Sicilia. Durante su juicio, Giovanna confesó ser envenenadora, declarando que vendía veneno a mujeres que deseaban matar a sus esposos. El término vinagre (aceto) era la palabra clave para el veneno, consistente en una mezcla de vino blanco, arsénico y vinagre para piojos. Este veneno, al cual Giovanna se refería como "licor de vinagre arcano", era indetectable en aquella época. 
Sus clientas solían ser mujeres casadas que tenían un amante; adquirían una primera dosis para provocar dolor estomacal a sus maridos, la segunda para provocar su ingreso en el hospital, y la tercera para matarlos. El doctor era, en estos casos, incapaz de hallar la causa del deceso. En el barrio de Ziza, en Palermo, ocurrieron varios casos de este tipo. Entre los clientes de Giovanna también se encontraban hombres que deseaban deshacerse de sus esposas. La mujer de un panadero, un noble que había dilapidado la fortuna familiar, así como la esposa de otro panadero (quien se cree mantenía una relación extramatrimonial), cayeron enfermas.
Un día, una amiga de Giovanna, Maria Pitarra, se encontraba vendiendo veneno cuando se dio cuenta de que la víctima iba a ser el hijo de una amiga, por lo que decidió advertir a la madre, quien a su vez encargó veneno, siendo Giovanna detenida cuando llegó con el pedido. El juicio comenzó en octubre de 1788, siendo Giovanna acusada de brujería. Algunos de los boticarios que vendían sus pociones fueron llamados a testificar. Giovanna fue condenada a muerte y ejecutada en la horca el 30 de julio de 1789.